# Eustis, Florida
Eustis är en stad (city) i Lake County, i delstaten Florida, USA. Enligt United States Census Bureau har staden en folkmängd på 18 805 invånare (2011) och en landarea på 27,2 km².